# Suicidio de Holly Glynn
Holly Jo Glynn (California, 11 de septiembre de 1966–Dana Point, California; 20 de septiembre de 1987) fue una joven estadounidense anteriormente no identificada que se suicidó en septiembre de 1987 saltando desde un acantilado en Dana Point (California). Su cuerpo permaneció sin identificar hasta 2015, cuando se confirmaron las sospechas expresadas anteriormente por los amigos de Glynn de que la mujer no identificada podía ser su amiga de la infancia, a la que llevaban varios años sin localizar.
Antes de su identificación en mayo de 2015, el cuerpo de Glynn se conocía informalmente como Dana Point Jane Doe y oficialmente como Jane Doe 87-04457-EL.

## Descubrimiento
A las 6:40 horas de la mañana del 20 de septiembre de 1987, unos corredores descubrieron el cadáver de una joven caucásica al pie de un acantilado en Dana Point, ciudad del condado de Orange, en California. Su cuerpo no tenía ninguna forma de identificación, aunque en la cima del acantilado los investigadores descubrieron una lata de Coca-Cola a medio consumir, un monedero con cambio suelto, un paquete de cigarrillos, cerillas y dos mapas del sur de California. En el reverso de uno de estos mapas estaba escrito el número de teléfono de una empresa de taxis local, además de otras anotaciones que ella había escrito, lo que indica que pudo haber pedido indicaciones a varias personas.

### Características distintivas
El examen de sus restos indicó que la muerte se había producido aproximadamente dos horas antes de que se descubriera su cuerpo y que tenía entre 18 y 23 años cuando murió. Llevaba un vestido color canela, ropa interior masculina y zapatos de lona de color turquesa, todo lo cual se cree que era ropa de segunda mano o heredada.

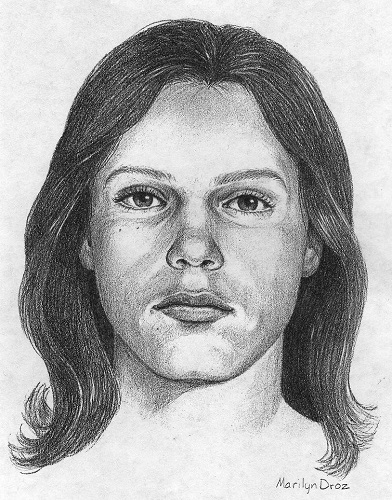
Reconstrucción facial original de la mujer sin identificar de Dana Point.

La mujer medía entre 1,60 m y 1,73 m y pesaba 58 kg. Tenía pecas y el pelo rubio rojizo o castaño claro y largo, que le llegaba hasta la mitad de la espalda. Su cuerpo no presentaba tatuajes distintivos, cicatrices ni marcas de nacimiento, aunque sí tenía marcas de acné curadas en la parte superior de la espalda y los hombros. No obstante, tenía las orejas perforadas y varios empastes dentales distintivos tanto en el maxilar superior como en el inferior.
Un examen más detallado de sus restos reveló que podría haber estado embarazada o haberse sometido a un procedimiento de dilatación y legrado en algún momento de su vida, y que también podría haber llevado aparato ortodóntico en su infancia o adolescencia.

## Testimonios de testigos presenciales
Los investigadores se pusieron en contacto con la empresa de taxis que figuraba en el mapa encontrado en lo alto del acantilado desde donde la mujer había caído o saltado hacia su muerte; posteriormente hablaron con un conductor que les informó de que había transportado a una mujer que coincidía con la descripción de la fallecida entre las 3 y las 4 de la madrugada del 20 de septiembre. La mujer había pedido que la recogieran en una estación de servicio Unocal en Mission Viejo, al sur del condado de Orange, y había solicitado que la llevaran a Laguna Beach o tan lejos como le permitieran los 18 dólares que llevaba consigo. Según el taxista, la mujer le había informado de que su coche se había averiado cerca de la gasolinera donde la había recogido, pero por lo demás se había mostrado muy poco comunicativa durante el resto del trayecto en su taxi, aunque él notó que parecía muy triste. Este conductor informó además a los investigadores que había dejado a la joven en el Chart House, cerca de la intersección de Cove Road y Scenic Drive, y que la última vez que la había visto caminaba en dirección al acantilado donde más tarde se encontró su cuerpo.
Antes de subir al taxi, la mujer había sido vista en la gasolinera Unocal en cuestión y había utilizado el baño de las instalaciones. Los investigadores también descubrieron que la mujer había entrado anteriormente en un Hampton Inn cercano y había preguntado a un empleado si había algún «hotel de lujo» en la zona.

### Investigación adicional
A partir de todas las pruebas descubiertas en el lugar de la muerte, los investigadores creyeron que la mujer había trepado por una valla al borde del acantilado y se había tirado al vacío. Por lo tanto, su muerte se dictaminó como suicidio. No obstante, inicialmente se barajaron otras teorías, como la posibilidad de que la hubieran empujado desde el acantilado o de que se hubiera caído accidentalmente. Inicialmente había sobrevivido a la caída y se había movido un poco antes de morir, dejando huellas similares a las de un ángel de nieve. La mujer fallecida pasó a ser conocida coloquialmente en la prensa y otros medios de comunicación como Dana Point Jane Doe.
El bolso que llevaba la mujer no identificada de Dana Point tenía grabado el nombre de una mujer: Carol L. Pinkham. Las autoridades procedieron a localizar a todas las mujeres que tenían ese nombre, y se comprobó que todas ellas seguían vivas. Una de estas mujeres informó a los investigadores de que le habían robado un bolso con esas características en 1975, 12 años antes del caso.
Con el fin de que la reconocieran quienes pudieran haber visto a la víctima en vida, un artista forense del Departamento de Policía del Condado de Orange creó un retrato robot de la mujer. A pesar de estos esfuerzos, la mujer siguió sin ser identificada y su muerte se convirtió gradualmente en un caso sin resolver.

## Identificación
En mayo de 2015, Dana Point Jane Doe fue identificada formalmente como Holly Jo Glynn. Esta identificación formal se produjo después de que varios amigos de instituto de Holly de Whittier, al no haber podido volver a contactar con ella a través de las redes sociales ni de ningún otro medio de contacto convencional durante varios años, comunicaran sus sospechas tanto al Sistema Nacional de Personas Desaparecidas y No Identificadas (NamUs) como a la Red Doe de que Dana Point Jane Doe podría ser en realidad Holly Jo Glynn. Estos esfuerzos por determinar si la mujer no identificada de Dana Point podía ser Holly Jo Glynn se iniciaron en 2011.
En 2014, estos amigos se pusieron en contacto con la página «Help ID Me» de Facebook para expresar de nuevo sus sospechas. Posteriormente, estas sospechas se transmitieron a las autoridades a principios de 2015.
Posteriormente, la División Forense del Departamento del Sheriff del Condado de Orange se puso en contacto con los familiares supervivientes de Holly Glynn y obtuvo muestras de ADN para compararlas formalmente con las de la mujer no identificada de Dana Point. Finalmente, Unsolved Mysteries anunció que, gracias a esta técnica de análisis de ADN, la mujer no identificada de Dana Point era Holly Jo Glynn.

### Cremación
Más de 20 años antes de su identificación, los restos de Holly Jo Glynn habían sido cremados en una ceremonia que costó 425 dólares y fue costeada por el condado de Orange en su nombre. Sus cenizas fueron colocadas en una caja de cartón y enterradas en el mar.